# Берёзовый лес

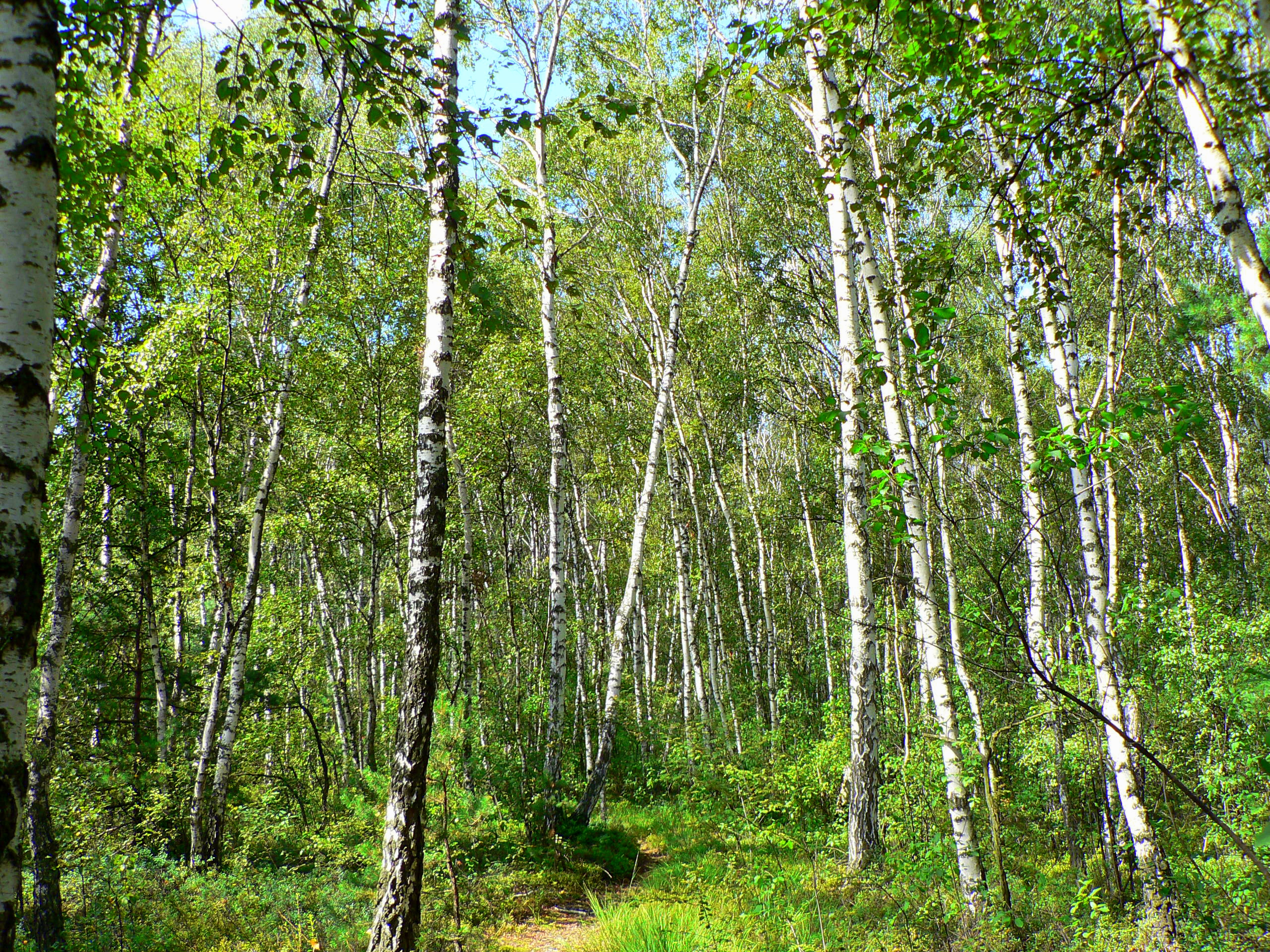
Берёзовый лес из берёзы повислой в Польше

Берёзовый лес, березняк — лес, в котором главной лесообразующей породой является берёза. Берёзовые леса — это мелколиственные листопадные леса. По сравнению с другими лесами берёзовые более ветроустойчивы, не столь требовательны к плодородию почв и низовые пожары им причиняют меньший ущерб.
Занимают обширные территории в зоне умеренного и холодного поясов в Евразии и Северной Америке от тундры до субтропиков (основной ареал — лесная, лесостепная и горно-лесная зоны).
Состав и продуктивность берёзовых насаждений различается в зависимости от климатических и почвенных условий. В лесостепной зоне Восточной Европы и Западной Сибири сохранились берёзовые колки — небольшие леса в увлажнённых местах лесостепной зоны.

Карликовые берёзы в южной части тундры и предтундровых редколесьях образуют заросли — так называемые ёрники.

## Производные и коренные берёзовые леса
Как правило, берёзовые леса — это производные (вторичные) леса на вырубках, пожарищах и на заброшенных сельскохозяйственных угодьях, чаще всего семенного происхождения, с древостоями равномерного расположения, нередко образованными одной породой. После обширных рубок возникают насаждения порослевого происхождения, долговечность и продуктивность которых меньше, чем у насаждений семенного происхождения.
Территория занимаемая вторичными берёзовыми лесами всё время растёт из-за постоянной вырубки таёжных еловых и елово-пихтовых лесов. Берёза, наиболее светолюбивая порода, первая заселяет свободные от леса места, давая возможность развиваться под пологом её сквозистых крон вытесненным ранее коренным хвойным породам. Постепенно березняки превращаются в берёзово-еловые, берёзово-сосновые или берёзово-лиственничные леса. Полный цикл восстановления коренного типа леса занимает 100 и более лет. Если производить рубки ухода, этот срок может быть уменьшен.
Коренные берёзовые леса встречаются значительно реже производных, они предпочитают пониженные влажные места. Наиболее распространёнными типами леса являются тростниково-вейниковые (в покрове вейник Лангсдорфа), осоковые, сфагновые.

## Видовый состав
Наиболее распространёнными видами являются произрастающие в умеренной части Евразии берёза повислая и берёза пушистая, при этом берёза повислая предпочитает более сухие и дренированные почвы, а берёза пушистая — более увлажнённые места, но иногда оба вида произрастают совместно.
На обширных пространствах Восточной Сибири и Дальнего Востока березняки распространены на многих десятках млн. га, но они образованы другими видами берёз, в том числе темнокорыми (например, берёза Эрмана).
Нередки смешанные древостои с участием белокорых и темнокорых видов, а также других лиственных и хвойных пород.
Заросли кустарниковых берёз на осоковых и сфагновых болотах образованы берёзами карликовой, тощей (Вetula exilis), Миддендорфа, приземистой и другими.

## Типы берёзового леса

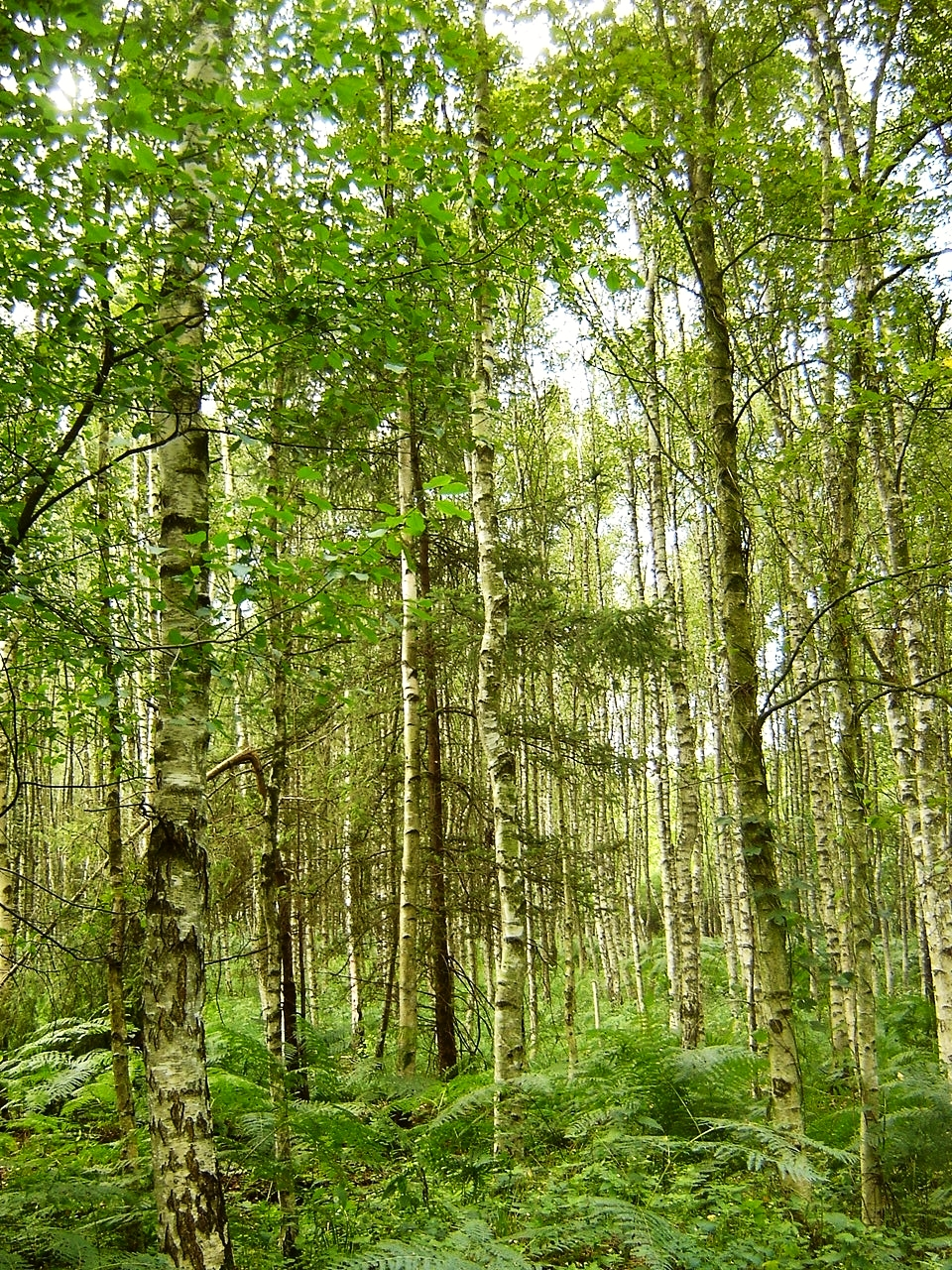
Березняк папоротниковый (Betula pendula)

При смене березняками предшествовавших хвойных древостоев, как правило, сохраняются аналогичные типы леса: 50—80 % составляют березняки черничные, брусничные и разнотравные. В европейской тайге преобладают березняки черничные, с примесью сосны, ели, осины. На севере они в основном редкостойные и малопродуктивные. В южной части таёжной зоны высокополнотные и высокопроизводительные березняки, сменившее высокобонитетные сосняки и ельники, составляют до половины берёзовых лесов.
В сибирских лесах, помимо насаждений из берёзы пушистой и повислой, встречаются высокопроизводительные чистые и смешанные березняки, образованные берёзой Крылова. В примеси могут участвовать сосна, ель или лиственница, наиболее распространёнными типами являются папоротниковые и сфагновые, также распространены березняки снытевые и разнотравные. В Западной Сибири в основном распространены березняки вейниковые, спирейно-разнотравные, долгомошно-вейниковые, высокотравные.

## Значение
Очевидное хозяйственное значение берёзовых лесов — они являются источником высококачественной древесины — сырья для деревообрабатывающей, химической, топливной и пищевой промышленности, запас древесины может составлять до 250 м3/га. Они являются местообитанием разнообразной фауны, в том числе и охотничьей, местом сбора грибов и ягод, получения берёзового сока.
Берёзовый лес улучшает структуру почвы, в некоторых случаях предотвращают заболачивание. Важную роль играют берёзовые защитные лесные насаждения (полезащитные полосы, посадки склоноукрепляющие, вдоль железных и шоссейных дорог, вокруг водоёмов). Березняки обладают фитонцидными свойствами и особой декоративностью, поэтому их используют как место отдыха и выращивают для озеленения.